# Liste des personnages liés à Spider-Man
Au cours de sa carrière Peter Parker a connu de nombreuses personnes dont certaines ont eu un rôle important dans sa vie.

## Famille

### Mary Parker
Elle est la mère de Peter.

### Richard Parker
Il est le père de Peter et le frère de Ben Parker.

### May Parker
Elle est la tante de Peter, c'est elle qui l'élève avec son mari Ben, après la mort de ses parents.

### Ben Parker
Il est le mari de May et l'oncle de Peter, il l'élève avec sa femme après le décès de ses parents, il décèdera par la suite et laissera alors derrière lui, Peter et May.

### Mary-Jane(MJ) Watson Parker
Elle est la petite amie de Peter, il tombe amoureux d'elle après le décès de sa première petite amie Gwen.

## Daily Bugle

### J. Jonah Jameson
Il est le rédacteur en chef du journal Daily Bugle. Il pense que Spiderman est un bandit.

### Robbie Robertson
Il a généralement été un rédacteur de haut rang du journal de New York, le Daily Bugle, et un ami proche et confident de l'éditeur J. Jonah Jameson, agissant comme une voix de la raison dans la campagne de Jameson pour discréditer Spider-Man. Il est plus amical et soutient Peter Parker ainsi que les autres membres du personnel du Daily Bugle que l'impétueux Jameson.

### Betty Brant
Elle est la secrétaire de J. Jonah Jameson

### Ned Leeds
Ned Leeds est un personnage de comics lié à Spider-Man appartenant à l'univers de Marvel Comics. Il est apparu en 1964 dans The Amazing Spider-Man # 18, par Stan Lee et Steve Ditko.  Il est le meilleur ami de Spiderman

## Amis

### Miles Morales
Il est le nouveau Spider-Man et le remplace dans certaines occasions, et il vient du quartier de Brooklyn.

### Flash Thompson
Il est la némésis de Peter au Lycée, il le martyrise souvent. Après avoir reçu ses pouvoirs Peter tient tête à Flash. Bien que Peter et lui ne s'apprécient guère, Flash est un fervent admirateur et défenseur de Spider-Man, l'alter-ego super-héroïque de Peter.

### Liz Allen
Elizabeth « Liz » Allen est un personnage de fiction évoluant dans l'univers Marvel de la maison d'édition Marvel Comics. Créé par le scénariste Stan Lee et le dessinateur Steve Ditko, le personnage apparaît pour la première fois dans le comic book Amazing Fantasy #15 en août 1962

## Petites amies

### Gwen Stacy
Elle est la première petite amie de Peter, elle meurt à cause du Bouffon Vert, tuée sur le coup, après avoir été jetée dans le vide. Spider-Man tenter de la rattraper en l'accrochant avec une toile mais cet arrêt brusque cause la mort de Gwen.